# Palaugraben

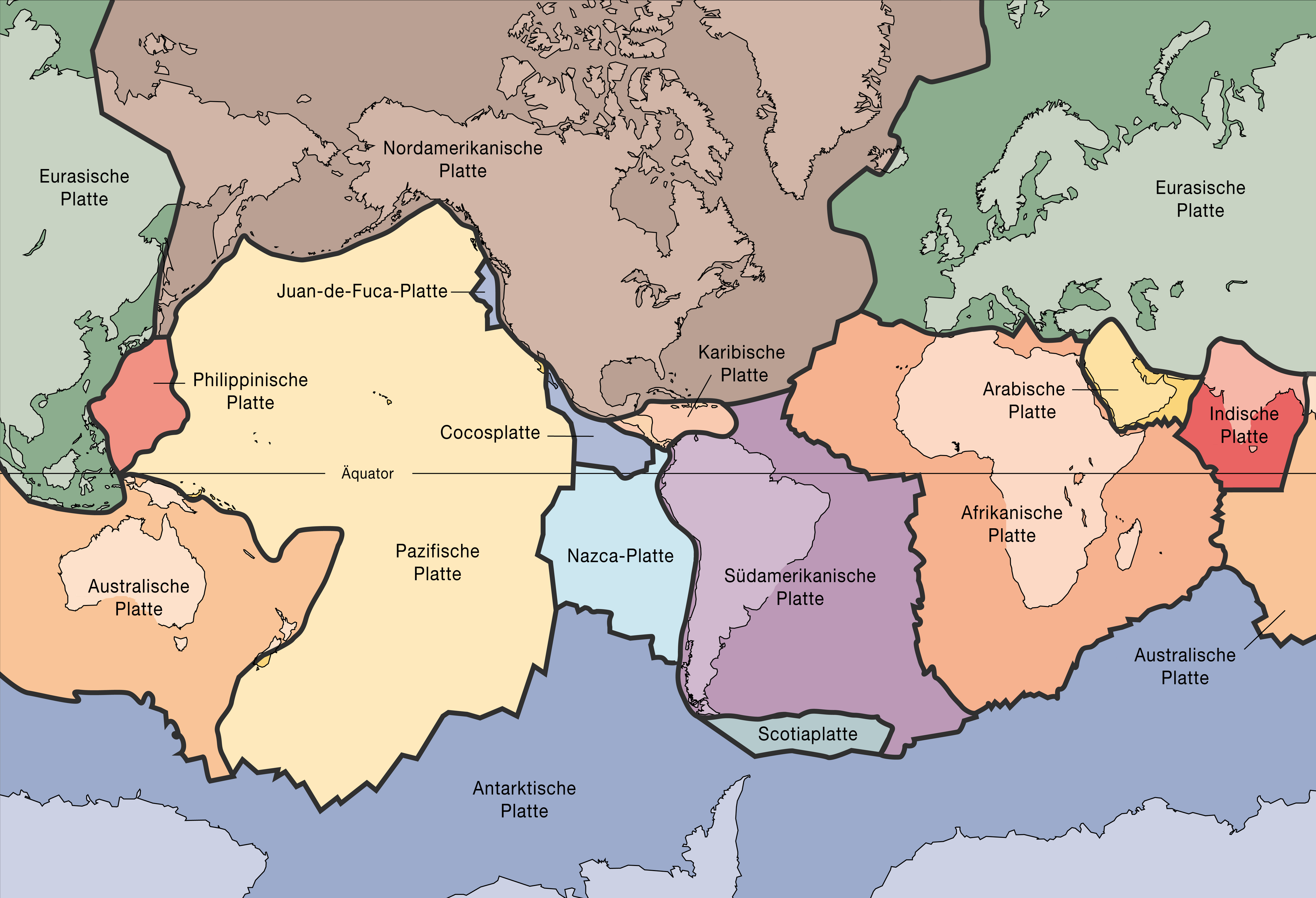
Tektonische Platten mit Kontinenten im Hintergrund

Der Palaugraben ist eine bis 8138 m tiefe und 300 km lange Tiefseerinne im westlichen Teil des Pazifischen Ozeans (Pazifik). 

## Geographie
Der Palaugraben befindet sich ungefähr zwischen dem Philippinenbecken im Nordwesten und Norden, den Yap-Inseln mit dem Yapgraben im Nordosten, dem Westkarolinenbecken im Südosten und Süden und den Palau-Inseln im Westen. Er liegt etwa zwischen 6 und 8° nördlicher Breite sowie 132 und 134° östlicher Länge. 

## Geologie
Der Palaugraben bildet einen Teil der tief eingeschnittenen Nahtstelle von Philippinischer Platte im Westen und Pazifischer Platte im Osten. 